# Hexalogie
O hexalogie (din greaca veche  ἑξα- hexa-, "șase" și -λογία -logia, "discurs") este o operă compusă din șase părți distincte. 
Prima utilizare a cuvântului a apărut în limba germană, în comentariile criticului de artă August Bungert cu referire la opera muzicală a compozitorului Richard Wagner, mai exact la ciclul de opere intitulat Homerische Welt (Lumea lui Homer), bazate pe Iliada și Odiseea.en   De fapt, Wagner planificase două tetralogii legate între ele, sau chiar o octologie, legând Iliada sa precum și Odiseea sa muzicală, în succesiunea lor logică și temporală, dar operele a treia și a patra ale întregului octet planificat nu au mai fost niciodată compuse.
Referitor la folosirea pentru prima dată a cuvintelor pentalogie și hexalogie, ca o extensie logică a cuvintelor trilogie și tetralogie, folosite încă de grecii antici, referitor la seriile de piese de teatru jucate la Dionisia, Théophile Gautier este cel care le-a folosit prima dată în 1859.fr   Ulterior, în 1923, cuvântul hexalogie a fost folosit de un editor al operelor lui Johannes V. Jensen, cu referire la seria sa en  The Long Journey.en  

## Exemple
Example de serii de opere care pot fi descrise ca hexalogii:
| Hexalogii                                   | Date      | Autor                             | Tipul de mass media                       |
| Der Biberpelz și Der rote Hahn              | 1893–1901 | Gerhart Hauptmann                 | Două piese de teatru în trei acte fiecare |
| The Long Journey                            | 1908–1922 | Johannes V. Jensen                | Romane                                    |
| Aus dem bürgerlichen Heldenleben            | 1911–1922 | Carl Sternheim                    | Piese de teatru                           |
| The Four Winds of Love                      | 1937–1945 | Compton Mackenzie                 | Novels                                    |
| Tuneluri )en Tunnels)                       | 2007–2013 | Roderick Gordon și Brian Williams | Romane                                    |
| Instrumente mortale (en Mortal Instruments) | 2007–2014 | Cassandra Clare                   | Romane                                    |
| en Fortunes of War                          | 1960–1980 | Olivia Manning                    | Romane                                    |
| Resident Evil                               | 2002–2016 | Capcom                            | Filme                                     |
| The Lord of the Rings                       | 1954–1955 | J. R. R. Tolkien                  | Romane                                    |